# Pezoporikos Larnaka FC
Pezoporikos Larnaka FC byl kyperský fotbalový klub z města Larnaka. Založen byl v roce 1927, roku 1938 hrál prvně kyperské mistrovství. Dvakrát ho ve své historii vyhrál (1953/54, 1987/88), jednou získal kyperský pohár (1969/70). Sedmkrát si zahrál evropské poháry. Klubovými barvami byly zelená a bílá. Ve znaku měl velblouda. Klub zanikl roku 1994, když se sloučil s městským rivalem EPA Larnaka a vznikl nový klub AEK Larnaka.

## Výsledky v evropských pohárech
| Sezóna  | Soutěž                       | Kolo    | Soupeř          | První utkání | Druhé utkání | Celkové skóre |
| ------- | ---------------------------- | ------- | --------------- | ------------ | ------------ | ------------- |
| 1970–71 | Pohár vítězů pohárů          | 1. kolo | Cardiff City    | 0–8 (venku)  | 0–0 (doma)   | 0–8           |
| 1972–73 | Pohár vítězů pohárů          | 1. kolo | Cork Hibernians | 1–2 (d)      | 1–4 (v)      | 2–6           |
| 1973–74 | Pohár vítězů pohárů          | 1. kolo | Malmö FF        | 0–0 (d)      | 0–11 (v)     | 0–11          |
| 1978–79 | Pohár UEFA                   | 1. kolo | Śląsk Wrocław   | 2–2 (d)      | 1–5 (v)      | 3–7           |
| 1980–81 | Pohár UEFA                   | 1. kolo | VfB Stuttgart   | 0–6 (v)      | 1–4 (d)      | 1–10          |
| 1982–83 | Pohár UEFA                   | 1. kolo | FC Curych       | 2–2 (d)      | 0–1 (v)      | 2–3           |
| 1988–89 | Pohár mistrů evropských zemí | 1. kolo | IFK Göteborg    | 1–2 (d)      | 1–5 (v)      | 2–7           |